# Сельское поселение «Кайдаловское»
Се́льское поселе́ние «Кайдаловское» — муниципальное образование в Карымском районе Забайкальского края Российской Федерации.
Административный центр — село Кайдалово.

## История
Статус и границы сельского поселения установлены Законом Читинской области от 19 мая 2004 года «Об установлении границ, наименований вновь образованных муниципальных образований и наделении их статусом сельского, городского поселения в Читинской области».

## Население
| 2010  | 2011  | 2012  | 2013  | 2014  | 2015  | 2016  |
| ----- | ----- | ----- | ----- | ----- | ----- | ----- |
| 1327  | ↘1322 | ↘1264 | ↘1252 | ↘1229 | ↘1227 | ↘1222 |
| 2017  | 2018  | 2019  | 2020  | 2021  |       |       |
| ↘1193 | ↘1178 | ↘1032 | ↘965  | ↗1169 |       |       |

## Состав сельского поселения
| № | Населённый пункт | Тип населённого пункта       | Население |
| - | ---------------- | ---------------------------- | --------- |
| 1 | Атамановка       | село                         | ↘63       |
| 2 | Кайдалово        | село, административный центр | ↘648      |
| 3 | Подлесное        | село                         | ↘73       |
| 4 | Тарская          | посёлок станции              | ↘122      |
| 5 | Усть-Нацигун     | село                         | ↘35       |